# 67-я отдельная механизированная бригада
67-я отдельная механизированная бригада (67 омехбр, в/ч A4123) — военное формирование основано во взаимодействии Генерального штаба Вооруженных Сил Украины и ДУК ПС, на базе подразделений ДУК ПС (7 Центр Специальных Операций Сил Специальных Операций Вооруженных Сил Украины).

## История
5 апреля 2022 года Директивой Главнокомандующего Вооруженными Силами Украины на базе ДУК ПС создана военная часть, которая позже стала 67-й Отдельной Механизированной Бригадой. Изначально личный состав бригады был набран из участников Украинского добровольческого корпуса. В дальнейшем, в ходе полномасштабного российского вторжения бригада пополнялась мобилизованными военнослужащими, не имеющими связей с этой организацией.
До апреля 2024 года бригада принимала участие в обороне Часова Яра.
В апреле 2024 года бригада была выведена на пополнение и переформирование из-за трений между "старыми" и "новыми" военнослужащими бригады. В ходе переформирования офицеров бригады, которые имели связи с добровольческим корпусом, перевели в другие воинские части.

## Вооружение
В июле 2023 года получила на вооружение танки M-55S (28 шт.), ранее стоявшие на вооружении 47-й омехбр. В марте 2024 года эти танки бригада передала 5-й отбр.

## Структура
- Управление бригады
- 1-й механизированный батальон «Волки Да Винчи» имении Дмитрия Коцюбайло (создан на основе подразделения «Волки Да Винчи»)
- 2-й механизированный батальон «Росомахи» (на базе ДУК ПС 7-й центр ССО)
- 3-й механизированный батальон имени Василия Иванишина (в прошлом 3-й отдельный стрелковый батальон ДУК ПС)
- 2-й стрелковый батальон имени Тараса Бобанича
- 27-й стрелковый батальон
- Танковый батальон
- Артиллерийская группа
- Группа радиоэлектронной борьбы
- Зенитный ракетно-артиллерийский дивизион
- Батальон беспилотных систем «Небесная ярость»
- Разведывательная рота
- Инженерно-сапёрный батальон
- Батальон материального обеспечения
- Батальон технического обслуживания
- Рота связи
- Радиолокационная рота
- Медицинская рота[6]

## Командование
Командующий 67 омехбр ДУК
- Саенко Александр
- Коренюк Роман Михайлович

## Потери
- Стадник Ростислав «Росс» (02.03.1997 — 15.02.2023) — с 2015 член молодежного движения «Гонор», с 2022 член роты «Гонор» 1-го батальона «Волки Да Винчи»[7][8]
- Сараж Евгений «Джек» (07.12.1977-15.02.2023) — командир 21-й резервной сотни ДУК «ПС»[8]
- Дучак Тарас (1975—06.03.2023) — в декабре вступил во 2-й батальон имени Тараса Бобанича, участник АТО, родом из Львова[9]
- Коцюбайло Дмитрий Иванович «Да Винчи» (01.11.1995—07.03.2023) — младший лейтенант, герой Украины, командир 1-го батальона «Волки Да Винчи»
- Штремпел Иосиф Гейзович (1972—15.03.2023) — участник российско-украинской войны, погиб защищая Луганское направление[10].
- Гинда Валерий «Алладин» (09.11.1997—23.03.2023) — г. Тернополь, рота «Гонор», 1-го отдельного механизированного батальона «Волки Да Винчи»[11]
- Кондель Даниил «Викинг» (25.05.2001-02.04.2023) — рота «Гонор», 1-го отдельного механизированного батальона «Волки Да Винчи»[12]
- Грибан Назарий «Продюсер» (26.05.1997—02.04.2023) — рота «Гонор», 1-го отдельного механизированного батальона «Волки Да Винчи»[13]
- Сенько Валерий «Голем» (24.02.1997—02.04.2023) — выпускник Киево-Могилянской Академии 2018 года, 1ОМБ «Волки Да Винчи»[14]
- Ротарь Иван Васильевич «Милан» (28.02.1995—05.04.2023) — вернулся из-за границы, чтобы поступить в Волки да Винчи[15]
- Новощинский Павел Анатольевич «Бильбо» (18.01.1992-22.07.2023)